# ستيف إريكسون
ستيف إريكسون (بالإنجليزية: Steve Erickson)‏‏ (20 أبريل 1950 في سانتا مونيكا، كاليفورنيا - ) كاتب، وكاتب مقالات، وروائي من الولايات المتحدة.

## الجوائز
- زمالة غوغنهايم